# Vincente Minnelli
Vincente Minnelli, all'anagrafe Lester Anthony Minnelli (Chicago, 28 febbraio 1903 – Beverly Hills, 25 luglio 1986), è stato un regista statunitense, inizialmente costumista e scenografo teatrale; secondo marito di Judy Garland, dalla quale ebbe la figlia Liza Minnelli.

## Biografia
I familiari paterni di Vincente Minnelli erano originari del quartiere popolare di Borgo Vecchio di Palermo in Sicilia, mentre la madre aveva origini franco-canadesi. Figlio d'arte, suo padre Vincent Charles Minnelli, dirigeva il Minnelli Brothers' Tent Theatre, e il giovane Vincente entrò nel mondo dello spettacolo già all'età di tre anni. Il suo talento nel disegno lo spinse a intraprendere la carriera di disegnatore di costumi e di decoratore, ma non disdegnò la regia, dove si cimentò nel ruolo di assistente. Nel 1933 venne nominato direttore del Radio City Music Hall di New York e debuttò a Broadway lavorando per le Ziegfeld Follies (Ziegfeld Follies of 1936).

### Alla Metro Goldwyn Mayer
All'inizio degli anni quaranta, Arthur Freed gli propose di unirsi alla Metro-Goldwyn-Mayer. Specializzato in musical sfarzosi ed eleganti, in cui la narrazione e i numeri musicali si fondevano perfettamente, Minnelli realizzò pellicole come Incontriamoci a Saint Louis (1944), Il pirata (1948), entrambe con Judy Garland, Un americano a Parigi (1951), con Gene Kelly, e Spettacolo di varietà (1953), con Fred Astaire e Cyd Charisse. Quest'ultimo musical è considerato il suo capolavoro, nonché il suo testamento artistico: egli vi descrive infatti le sue memorie sul tema dello spettacolo hollywoodiano e sulla vita delle star. 
Minnelli mise in scena numerose commedie musicali, celebri per le scenografie surrealiste e per le scene di balletto o di canzoni che si integravano perfettamente con la scenografia. Giudicando le scenografie hollywoodiane dell'epoca vecchie e statiche, egli iniziò quindi a ispirarsi alle atmosfere degli artisti e alle correnti che lo avevano influenzato come il fauvismo, l'impressionismo e il surrealismo. Anche grazie a questi elementi, i film di Minnelli furono caratterizzati da una ricchezza di colori e da una particolare abilità nel fondere i diversi stili.

## Vita privata
Vincente Minnelli si sposò quattro volte; dal matrimonio con Judy Garland, durato sei anni (dal 1945 al 1951), nacque Liza Minnelli. In seguito si sposò con Georgette Magnani, matrimonio che durò quattro anni (dal 1954 al 1958), dal quale ebbe la secondogenita Christine Nina Minnelli. Si sposò poi con Danica "Denise" Radosavljevic, matrimonio che durò nove anni (dal 1962 al 1971) e infine con Margaretta Lee Anderson (dal 1980 al 1986, anno della sua morte).

## Riconoscimenti

### Premio Oscar
- 1952 – Candidatura al miglior regista per Un americano a Parigi
- 1959 – Miglior regista per Gigi

### Golden Globe
- 1952 – Candidatura al miglior regista per Un americano a Parigi
- 1957 – Candidatura al miglior regista per Brama di vivere
- 1959 – Miglior regista per Gigi

Un americano a Parigi e Gigi si aggiudicarono inoltre l'Oscar al miglior film. Il primo vinse anche il Golden Globe per il miglior film commedia o musicale, il secondo il Golden Globe per il miglior film musicale.

## Filmografia
- Due cuori in cielo (Cabin in the Sky) (1943)
- Il signore in marsina (I Dood It!) (1943)
- Incontriamoci a Saint Louis (Meet Me in St. Louis) (1944)
- L'ora di New York (The Clock) (1945)
- Jolanda e il re della samba (Yolanda and the Thief) (1945)
- Ziegfeld Follies (1945)
- Tragico segreto (Undercurrent) (1946)
- Il pirata (The Pirate) (1948)
- Madame Bovary (1949)
- Il padre della sposa (Father of the Bride) (1950)
- Papà diventa nonno (Father's Little Dividend) (1951)
- Un americano a Parigi (An American in Paris) (1951)
- Il bruto e la bella (The Bad and the Beautiful) (1952)
- Storia di tre amori (The Story of Three Loves) - (segmento «Mademoiselle») (1953)
- Spettacolo di varietà (The Band Wagon) (1953)
- Brigadoon (1954)
- 12 metri d'amore (The Long Long Trailer) (1954)
- La tela del ragno (The Cobweb) (1955)
- Uno straniero tra gli angeli (Kismet) (1955)
- Brama di vivere (Lust for Life) (1956)
- Tè e simpatia (Tea and Sympaty) (1956)
- La donna del destino  (Designing Woman) (1957)
- Il settimo peccato (The Seventh Sin) (1957)
- Gigi (1958)
- Come sposare una figlia (The Reluctant Debutante) (1958)
- Qualcuno verrà (Some Came Running) (1958)
- A casa dopo l'uragano (Home from the Hill) (1960)
- Susanna agenzia squillo (Bells Are Ringing) (1960)
- I quattro cavalieri dell'Apocalisse (Four Horsemen of the Apocalypse) (1962)
- Due settimane in un'altra città  (Two Weeks in Another Town) (1962)
- Una fidanzata per papà (The Courtship of Eddie's Father) (1963)
- Ciao, Charlie (Goodbye Charlie) (1964)
- Castelli di sabbia (The Sandpiper) (1965)
- L'amica delle 5 ½ (On a Clear Day You Can See Forever (1970)
- Nina (A Matter of Time) (1976)

## Spettacoli teatrali (parziale)
- Ziegfeld Follies of 1936 - scenografie e costumi (Broadway, 1936)